# Tomba tràcia de Xúixmanets

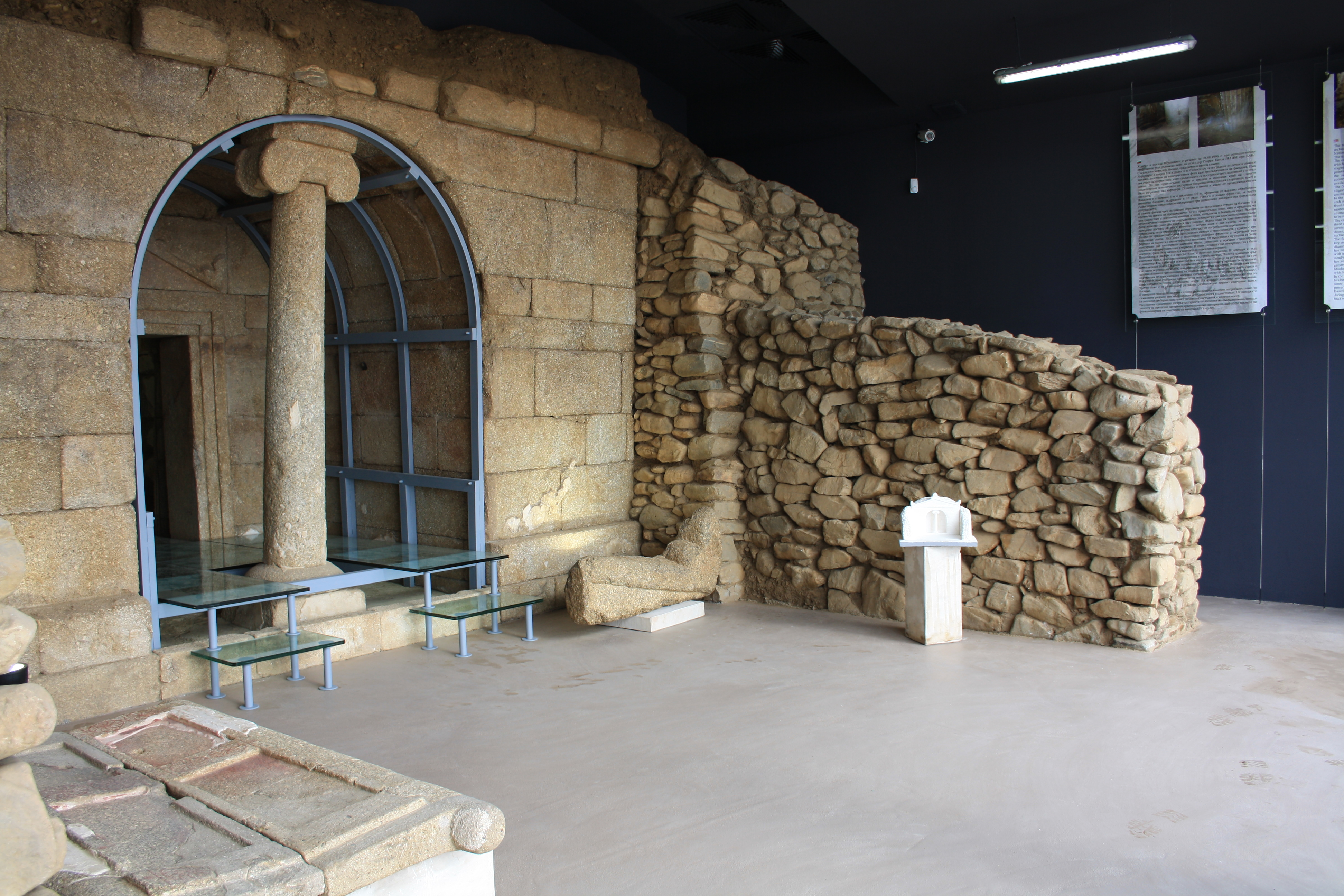
Vista de l'interior

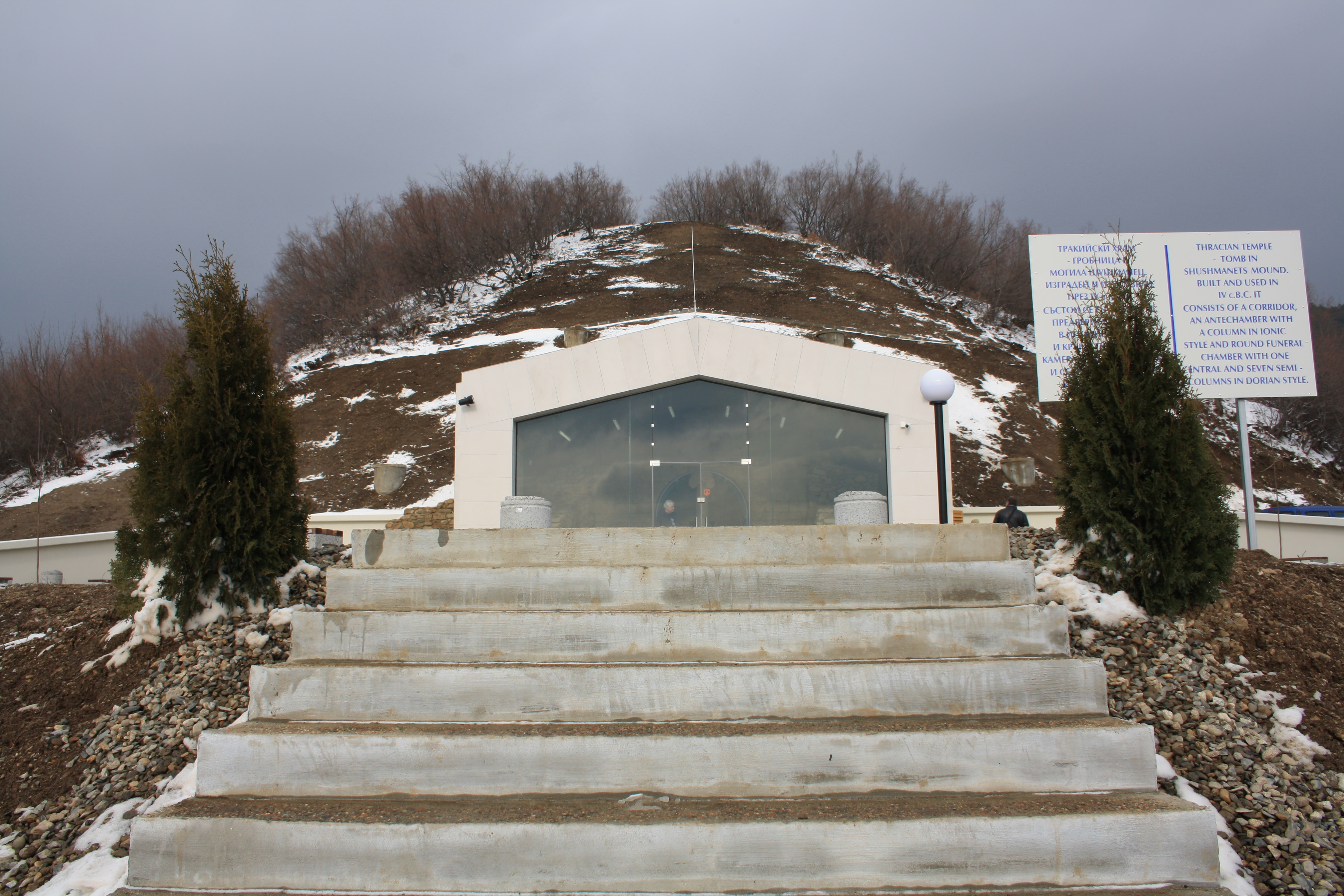
Vista exterior

El Tomba tràcia de Xúixmanets és una obra mestra de l'arquitectura tràcia. Situada a la Vall dels reis tracis, fou construïda com un temple en el segle iv abans de la nostra era, i més tard s'utilitzà com a tomba.

## Arquitectura
L'entrada al temple és un llarg i ample corredor i una avantcambra, una sala semicilíndrica recolzada en una elegant columna. La part superior d'aquesta columna té la forma d'artell. Quatre cavalls i dos gossos es van sacrificar a l'avantcambra. La sala central és circular i està sostinguda per una columna dòrica acabada amb un gran disc que representa el sol. Les columnes simbolitzen les creences tràcies sobre l'univers i el mite de la creació. L'arqueòleg Georgi Kitov trobà la tomba el 1996.